# Missa pro populo
Missa pro populo (latinsky „mše za lid“) je termín používaný v liturgických textech a pravidlech západní katolické církve. Označuje požadavek, aby všichni vysvěcení pastýři sloužili mši za lid, který jim byl svěřen.
Každé slavení mše svaté může být určeno (odborný termín je „aplikováno“) na určitý úmysl. Úmysl může být za blaho žijící osoby nebo skupiny osob, nebo za očištění jedné či více duší, které zemřely. Jedná se o starobylou tradici, pro kterou existují doklady sahající až do druhého a třetího století křesťanské éry.
Podle platného Kodex kanonického práva z roku 1983 jsou diecézní biskupové i faráři povinni sloužit jednu mši svatou za všechny jim svěřené lidi každou neděli a každý zasvěcený svátek. Klerik však může tuto povinnost splnit přesunutím slavení tohoto mešního úmyslu na jiný den nebo delegováním této povinnosti na jiného klerika. 

## Farní mše před II. vatikánským koncilem
Missa pro populo historicky souvisí s dřívějším pojetím farní mše, jak je popsáno v Katolické encyklopedii z roku 1913, ale liší se od něj: 
Farnost je zřízena proto, aby farníkům poskytovala pomoc při náboženství, zejména při mši svaté. ... Farníci nyní plní svou povinnost tím, že asistují při mši v kterémkoli kostele; dříve však museli alespoň vyslechnout mši ve farním kostele. Tato povinnost upadla v zapomnění kvůli privilegiím uděleným řeholním řádům; Tridentský koncil ji považuje pouze za radu a navzdory některým provinčním a diecézním nařízením ze šestnáctého a sedmnáctého století tato povinnost zanikla.
Protože mše není přísně konventní, není podle obecného práva povinné, aby se zpívala jako missa cantata, ale může se tak stát a často je to předepsáno stanovami nebo zvyklostmi. V neděli jí pak předchází požehnání a pokropení vodou. I když se nezpívá, slaví se s dodatečnou slavnostností, s více než dvěma svícemi na oltáři a nejméně dvěma ministranty. Charakteristické je pro ni poučení se zvláštními modlitbami, ohlášky pro shromáždění, svatební ohlášky a nakonec obvyklé kázání nebo homilie.